# Propyria ptychoglene
Propyria ptychoglene là một loài bướm đêm thuộc phân họ Arctiinae, họ Erebidae.